# Občina Preddvor
Občina Preddvor je ena od občin v Republiki Sloveniji.

## Naselja v občini
Bašelj, Breg ob Kokri, Hraše pri Preddvoru, Hrib, Kokra, Mače, Možjanca, Nova vas, Potoče, Preddvor, Spodnja Bela, Srednja Bela, Tupaliče, Zgornja Bela

## Naravne in kulturne znamenitosti v občini
- Storžič, gora (2132 mnm)
- umetno jezero Črnava
- dolina reke Kokre
- gradovi Dvor, Hrib in Turn
- Sveti Lovrenc
- Sveti Jakob
- Dom na Čemšeniku
- Hudičev boršt
- Potoška gora

## Zgodovina
Leta 1780 je območje preddvorske župnije spadalo v okrajno gospostvo Tržič, leta 1782 pa v okrajno gospostvo Brdo pri Kranju. Okraji so se delili na upravne občine oziroma katastrske občine. Na območju današnje občine Preddvor je bilo leta 1785 šest katastrskih občin: Preddvor, Potoče, Spodnja Kokra, Zgornja Kokra, Bela ter Olševek. V času Ilirskih provinc, leta 1810, so Francozi na slovenskem ozemlju uvedli komune. Komuna Preddvor je obsegala kraje Trstenik, Pangršica, Povlje, Babni Vrt, Čadovlje, Žablje, Bašelj, Hraše, Zgornjo, Srednjo in Spodnjo Belo, Preddvor, Breg, Suho, Mače, Novo vas, Hrib, Potoče, Kokro in del Jezerskega, ki je spadal pod deželo Kranjsko.
Leta 1849 je bil sprejet zakon, s katerim je Preddvor postal občina, ki je vključevala katastrske občine Belo, Breg in Kokro ter kraje Bašelj, Hraše, Spodnjo, Srednjo in Zgornjo Belo, Preddvor, Maše, Breg, Novo vas, Hrib, Potoče, Spodnjo in Zgornjo Kokro ter del Jezerskega, ki je bil pod Kranjsko. V občini Preddvor je bilo vsega skupaj 253 hiš in 1792 prebivalcev. Leta 1850 je bil za prvega župana občine Preddvor izvoljen Lovrenc Valjavec. Občina Preddvor je spadala v okraj Kranj. Leta 1866 se občini Preddvor priključita občini Trstenik in Goriče.
V času Kraljevine SHS je bilo z ustavo določeno, da se uprava v državi izvršuje po oblasteh, ki se delijo še na okrožja, sreze in občine. Država je bila razdeljena na 33 občasti. Preddvor je spadal pod Ljubljansko oblast in v okraj Kranj. Leta 1921 je imela občina Preddvor 2516 prebivalcev. Leta 1929 so bile oblasti ukinjene, država se je delila na 9 banovin. Slovenija je spadala v Dravsko banovino. Leta 1933 so z novim zakonom določili, da mora imeti občina najmanj 3000 prebivalcev. Zaradi tega sklepa je sresko načelstvo v kranju pripravilo načrt, po katerem sta se občini Preddvor pridružili vasi Tupaliče in Možjanca, ki sta predtem spadali v občino Šenčur. Leta 1936 je bila ustanovljena občina Golnik in tako sta se od občine Preddvor odcepili območji občin Trstenik in Goriče. Občina Preddvor je imela leta 1939 1.983 prebivalcev, dve župniji, dve ljudski šoli, dve pogodbeni pošti s telegrafom in telefonom, žandarmarijsko postajo, zdravnika, javno knjižnico in različna društva. Največ je bilo srednjih in malih kmečkih posesti, glavni dohodek sta prinašala živinoreja ter gozdarstvo, pomembna sta bila tudi lesna industija ter turizem.
Prvi pomembni zakon po 2. svetovni vojni leta 1945 je ozemlje Slovenije razdelil na 5 okrožij. Preddvor, kjer je upravo na krajevnem nivoju vodil krajevni ljudski odbor (KLO), je spadal v ljubljansko okrožje in v okraj Kranj. Leta 1946 se KLO Preddvor združi s KLO Zgornja Bela.
Leta 1952 Preddvor postane občina in se poveča še za katastrsko občino Kokra. Občina obstaja do leta 1960, ko je Preddvor kot občina ukinjena in s svojimi katastrskimi občinami vključen v okvir nove občine Kranj. Tako ostane do osamosvojitve Republike Slovenije.
Leta 1994 je bil sprejet Zakon o referendumu za ustanovitev občin v Republiki Sloveniji. Slovenija je bila razdeljena na referendumnska območja, kjer so se prebivalci lahko odločali za svojo občino. Z Zakonom o ustanovitvi občin iz leta 1994 je bilo ustanovljenih 147 občin, ena izmed njih je bila tudi občina Preddvor. Takrat je poleg današnjih naselij obsegala še Zgornje in Spodnje Jezersko, ki pa sta na referendumu leta 1998 izglasovali samostojno občino Jezersko in se odcepili od občine Preddvor.